# 29363 Ghigabartolini
29363 Ghigabartolini este o planetă minoră (asteroid), cu un diametru de 3,172 km, din centura de asteroizi. A fost descoperită pe 14 februarie 1996 la stazione osservativa di Asiago Cima Ekar⁠(d) de Ulisse Munari⁠(d). 
Obiectul prezintă o orbită caracterizată de o semiaxă mare de 2,3317826 UAi, o excentricitate de 0,07, o înclinație de 6,73133 ° în raport cu ecliptica.